# Gare de Sainte-Hélène-du-Lac
La gare de Sainte-Hélène-du-Lac est une ancienne gare ferroviaire française de la ligne de Grenoble à Montmélian, située sur le territoire de la commune de Sainte-Hélène-du-Lac, dans le département de la Savoie en région Auvergne-Rhône-Alpes.
Mise en service le 15 septembre 1864, la gare est fermée à la circulation et démolie en 1995.

## Situation ferroviaire
La gare de Sainte-Hélène-du-Lac est située au point kilométrique (PK) 46,844 de la ligne de Grenoble à Montmélian, entre les gares ouvertes de Pontcharra-sur-Bréda - Allevard et Montmélian.
Gare de voie unique non électrifiée au moment de sa mise en service, la gare reçoit la double voie en 1879 tandis que l'électrification 25 kV 50 Hz a lieu en 2013 après la fermeture de la gare.
Sainte-Hélène-du-Lac est la dernière gare intermédiaire de la ligne et la seule située dans le département de la Savoie, les précédentes étant situées dans le département de l'Isère.

## Historique
Alors que la ligne de Grenoble à Montmélian est déclarée d'utilité publique en août 1860, le conseil municipal de Sainte-Hélène-du-Lac approuve en 1862 le passage de la ligne et la création d'une station sur son territoire. La ligne à voie unique et la gare sont mises en service deux ans plus tard, le 15 septembre 1864 par la Compagnie des chemins de fer de Paris à Lyon et à la Méditerranée (PLM).
En 1995, la gare est démolie et le dernier train s'y arrête le 28 septembre 1996 avant sa fermeture au service.

## Projet
En 2020, le schéma de cohérence territoriale (SCoT) approuvé par le syndicat mixte Métropole Savoie en 2020 mentionne dans sa partie dédiée à la mobilité, la création d'une nouvelle halte à Sainte-Hélène-du-Lac destinée à desservir le parc d'activités Alpespace situé entre la ligne ferroviaire et l'Isère.